# 金谷園
金谷園，西晋卫尉卿石崇卜居洛阳城西北郊金谷涧畔之河阳别业，故址在今河南洛阳市东北刘家坡凤凰台金谷涧内。
元康七年（297年）石崇从太仆卿出为使，持节监青徐军事征虏将军，有别庐在河南县界之金谷（一名梓泽），风景绝美，园中有楼台雕饰华美，有清泉茂林，众果、竹柏、药草，是一座临河的，略有起伏的天然水景园。石崇有《金谷诗叙》，为二十四友的游息之所。石崇死后，金谷園也遭到破坏。后人以此比喻豪华的私家园苑。南朝梁何逊等人多有诗作抒怀。唐朝时成为游览胜地，杜牧有诗：“繁华事散逐香尘，流水无情草自春。日暮东风怨啼鸟，落花犹似坠楼人。”